# Rubió
Rubió è un comune spagnolo di 123 abitanti situato nella comunità autonoma della Catalogna.
Lo scrittore Josep Ferrer Bujons è nato e vive in questo comune.